# 2011年NBA總決賽
2011年NBA总决赛是2010-11 NBA賽季的最後一場系列賽程，於2011年6月1日至6月13日（北京時間）在美国航空球场及美航中心球场進行，由同樣在2006年總冠軍賽對決過的東部聯盟冠軍邁阿密熱火與西部聯盟冠軍達拉斯小牛對決。比賽採用七戰四勝制2-3-2的形式，降低了較佳例行賽成績的邁阿密熱火隊（58–24）主場的優勢。
最終達拉斯小牛以4-2的成績擊敗熱火，並且取得隊史上第一座NBA冠軍獎杯。本度NBA总决赛中最有价值球员為獨行俠的德克·诺维茨基。值得一提的是，獨行俠的成員包含了多位從未奪標的老將，包括魯域斯基本人、傑特、馬利安、史杜積高域、泰利、卡朗畢拿、贊特拿等，他們均在這年成功拿下個人的唯一一座總冠軍。

### 季後賽成績
| 達拉斯獨行俠                                          | 達拉斯獨行俠 | 邁阿密熱火 | 邁阿密熱火                                            |
| ----------------------------------------------------- | ------------ | ---------- | ----------------------------------------------------- |
| 57-25 (.695) 西南賽區第二名，西部第三名，全聯盟第四名 | 常規賽       | 常規賽     | 58-24 (.707) 東南賽區第一名，東部第二名，全聯盟第三名 |
| 4-2擊敗波特蘭拓荒者                                   | 第一輪       | 第一輪     | 4-1擊敗費城76人                                       |
| 4-0擊敗洛杉磯湖人                                     | 分區半決賽   | 分區半決賽 | 4-1擊敗波士頓塞爾提克                                 |
| 4-1擊敗俄克拉何马城雷霆                               | 分區決賽     | 分區決賽   | 4-1擊敗芝加哥公牛                                     |

## 常規賽比數
達拉斯獨行俠在雙方的兩次的常規賽對陣中全部勝出。
| 2010年11月28日 |

|  |

| 邁阿密熱火 95–106 達拉斯獨行俠 |

| 2010年12月21日 |

|  |

| 達拉斯獨行俠 98–96 邁阿密熱火 |

## 比賽摘要
| 5月31日 9:00 pm |

| Recap with video |

| 達拉斯獨行俠 84–92 邁阿密熱火                                    |  |                                                                |
| 每節分數： 17–16、27–27、17–22、23–27                            |  |                                                                |
| 得分： 德克·诺维茨基 27 篮板： 肖恩·马里昂 10 助攻： 贾森·基德 6 |  | 得分： 勒邦·占士 24 篮板： 德懷恩·韋迪 10 助攻： 德懷恩·韋迪 6 |

| 6月2日 9:00 pm |

| Recap with video |

| 達拉斯獨行俠 95–93 邁阿密熱火                                       |  |                                                                |
| 每節分數： 28–28、23–23、20–24、24–18                               |  |                                                                |
| 得分： 德克·诺维茨基 24 篮板： 德克·诺维茨基 11 助攻： 泰利, 傑特 5 |  | 得分： 德懷恩·韋迪 36 篮板： 占士, 保殊 8 助攻： 德懷恩·韋迪 6 |

| 6月5日 8:00 pm |

| Recap with video |

| 邁阿密熱火 88–86 達拉斯獨行俠                                  |  |                                                                        |
| 每節分數： 29–22、18–20、20–22、21–22                          |  |                                                                        |
| 得分： 德懷恩·韋迪 29 篮板： 德懷恩·韋迪 11 助攻： 勒邦·占士 9 |  | 得分： 德克·诺维茨基 34 篮板： 钱德勒, 诺维茨基 11 助攻： 贾森·基德 10 |

| 6月7日 9:00 pm |

| Recap with video |

| 邁阿密熱火 83–86 達拉斯獨行俠                               |  |                                                                         |
| 每節分數： 21–21、26–24、22–20、14–21                       |  |                                                                         |
| 得分： 德懷恩·韋迪 32 篮板： 勒邦·占士 9 助攻： 勒邦·占士 7 |  | 得分： 德克·诺维茨基 21 篮板： 泰森·钱德勒 16 助攻： 何塞·胡安·巴雷亚 4 |

| 6月9日 9:00 pm |

| Recap with video |

| 邁阿密熱火 103–112 達拉斯獨行俠                                |  |                                                                  |
| 每節分數： 31–30、26–30、22–24、24–28                          |  |                                                                  |
| 得分： 德懷恩·韋迪 23 篮板： 占士, 保殊 10 助攻： 勒邦·占士 10 |  | 得分： 德克·诺维茨基 29 篮板： 泰森·钱德勒 7 助攻： 傑特, 泰利 6 |

| 6月12日 8:00 pm |

| Recap with video |

| 達拉斯獨行俠 105–95 邁阿密熱火                                 |  |                                                                         |
| 每節分數： 32–27、21–24、28–21、24–23                          |  |                                                                         |
| 得分： 贾森·特里 27 篮板： 德克·诺维茨基 11 助攻： 贾森·基德 8 |  | 得分： 勒邦·占士 21 篮板： 烏杜尼斯·哈斯勒姆 9 助攻： 马里奥·查尔默斯 7 |
| 獨行俠4–2擊敗熱火 奪得2011年NBA總冠軍                          |  |                                                                         |

## 外部連結
- 2011年NBA總決賽官方網站
- 2011年NBA總決賽（页面存档备份，存于）在ESPN的頁面
- 2011年NBA總決賽（页面存档备份，存于）在Basketball-Reference.com的頁面